# Sweetpea
Sweetpea es una serie británica de comedia y slasher creada por Kirstie Swain para el canal Sky Atlantic y protagonizada por Ella Purnell (Yellowjackets, Fallout). Se trata de una adaptación del libro del mismo nombre escrito por CJ Skuse. Se estrenó el 10 de octubre de 2024 en Reino Unido y a la vez en el canal Starz para Canadá y Estados Unidos. En diciembre de 2024 fue renovada por una segunda temporada.

## Argumento
Tras una infancia de bullying que la dejó muy marcada, Rhiannon lleva una vida triste como cuidadora de su padre moribundo y en un trabajo como administrativa donde es invisible. Fantasea a menudo con la gente a la que le gustaría quitarse de en medio hasta que se cruza con un extraño que lo cambiará todo.

## Elenco
- Ella Purnell como Rhiannon Lewis
- Nicôle Lecky como Julia Blenkingsopp
- Jon Pointing como Craig
- Calam Lynch como AJ Pierce
- Leah Harvey como Marina
- Jeremy Swift como Norman
- Dustin Demri-Burns como Jeff Barker
- Luke McGibney como Mike
- Ingrid Oliver como Diana St. John
- Alexandra Dowling como Seren Lewis
- Nitin Ganatra como Rory
- David Bark-Jones como Tommy Lewis

## Producción
La novela fue elegida en 2017 See-Saw Films. Y en 2019, Sky Atlantic se unió al proyecto con Patrick Walters, Jamie Laurenson, Hakan Kousetta, Iain Canning y Emile Sherman como productores ejecutivos paga See-Saw Films y con Liz Lewin como productora ejecutiva para Sky Studios.
El 3 de diciembre de 2024 se renovó para una segunda temporada.

### Elenco
En noviembre de 2023 Ella Purnell fue escogida para el papel principal y también como productora ejecutiva.
También se escogió a Nicôle Lecky, Jon Pointing, Calam Lynch, Leah Harvey, Jeremy Swift, Dustin Demri-Burns, Luke McGibney e Ingrid Oliver.

### Títulos de crédito
Los títulos de crédito iniciales fueron creado por el estudio de Peter Anderson Studio en Londres. Se diseñó para explorar visualmente el estado psicológico del personaje principal usando composiciones pintadas.
La secuencia une luces de neón en calles lluviosas y transforma cada objeto en un símbolo de violencia reflejando la dualidad de la protagonista.
La fuente de letra hecha con una estética como dibujada a mano contribuye al tono áspero, mientras que los nombres del cast se agregaron con fuente distinta para realzar la atmósfera siniestra.